# Françoise de Foix

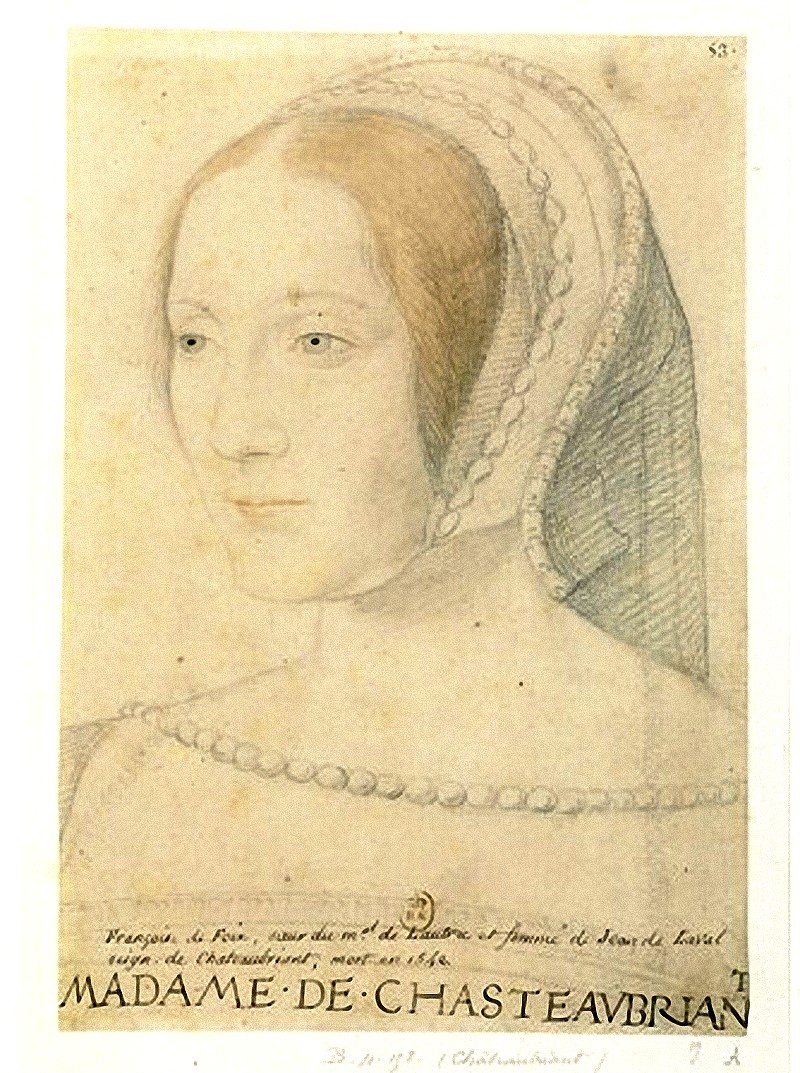
Françoise de Foix

Françoise de Foix, Comtesse de Laval-Châteaubriant (* zwischen 1490/95; † 16. Oktober 1537 bei Châteaubriant) war eine Mätresse des französischen Königs Franz I.

## Leben
Françoise war die Tochter von Jean de Foix, Vicomte de Lautrec und der Jeanne d’Aydie-Comminges, Erbtochter des Grafen Odet d’Aydie. Sie war die Großnichte Gastons IV. und Königin Eleonores von Navarra. Somit war sie eine Cousine zweiten Grades der Herzogin von Bretagne und Königin von Frankreich, Anne de Bretagne. Im Alter von elf Jahren wurde Françoise de Foix mit Jean de Laval, Baron de Châteaubriand (1486–1543) verlobt und 1507 folgte die Heirat. Die Ehe galt als glücklich, aus ihr ging eine Tochter hervor: Anne (1508–1521).
1516 wurde ihr Mann an den Hof des französischen Königs Franz I. gerufen. Françoise, die als kühle, dunkelhaarige Juno mit majestätischer Gestalt beschrieben wurde, lernte bald darauf das Leben bei Hof, an den sie nur mit einer List gelockt werden konnte, kennen und vor allem die Großzügigkeit des Königs mehr und mehr schätzen. Sie entwickelte Ehrgeiz und Raffinesse, außer dem sich in die Bretagne zurückziehenden Ehemann waren noch drei Brüder in den Pyrenäen zu versorgen. Ihr Ehemann Jean de Laval erhielt, de facto als Abfindung für die Überlassung seiner Frau, die Stelle eines Gouverneurs der Bretagne zugesprochen, ihr älterer Bruder und Freund von Franz I., Odet de Foix, der noch unter Ludwig XII. 1511 zum Marschall von Frankreich befördert wurde, stieg auf Betreiben Françoises zum despotischen Gouverneur des Herzogtums Mailand auf. Auch ihre zwei anderen Brüder, Thomas, Seigneur von Lescun, und André, Seigneur von Lesparre, überhäufte der König mit militärischen Ehren und einträglichen Ämtern.
Françoise de Foix behauptete sich sieben Jahre lang als die erste und offizielle Geliebte Franz I., der sie offiziell „La mye du roi“ (deutsch: „der Schatz des Königs“) nennen ließ. Die Rivalin der duldsamen und in ihrer Ehe unglücklichen Königin Claude de France fesselte den König, dem sie sich anfänglich sogar sexuell verweigerte, vor allem durch ihren Geist, ihre Bildung und ihre Schönheit als Unterhalterin. Trotzdem musste die als unterkühlt geltende Mätresse akzeptieren, dass der König seine erotischen Bedürfnisse bei einem am Hof als „petite bande“ bezeichneten Kreis junger Damen auslebte. Françoise verlor schließlich kurz vor der Schlacht von Pavia die Gunst des Königs an eine zweite „Maitresse en titre“, an Anne de Pisseleu d’Heilly, die ihm von seiner Mutter Luise von Savoyen zugeführt wurde. Indem die Königinmutter ihren Sohn mit einer ihrer Ehrendamen verkuppelte, trieb sie einen Keil zwischen ihren Sohn und die ihr stets verhasste Favoritin, deren Franz I. bald überdrüssig wurde.
1528 kehrte Françoise de Foix, Gräfin von Châteaubriand, zurück zu ihrem Ehemann in die Bretagne, der sie wieder gern aufnahm und der ihr, nachdem der Tod sie am 16. Oktober 1537 ereilte, durch Clément Marot in der Kirche zu Châteaubriand ein Grabmal und eine Statue errichten ließ. Der frühe Tod von Françoise führte zu Gerüchten, ihr Ehemann hätte sie ermorden lassen. Der König beauftragte deshalb den Marschall und Connétable Anne de Montmorency, die Umstände von Françoises Tod zu untersuchen. Montmorency kam jedoch zu dem Ergebnis, dass die ehemalige Mätresse eines natürlichen Todes gestorben sei. Nach dem Tod von Jean de Laval († 1543) wurde Franz I. zu dessen Alleinerben bestellt.

## Rezeption
Der französische Komponist Henri Montan Berton schrieb 1809 die Oper Francoise de Foix, die am 28. Januar 1809 in Paris uraufgeführt wurde.